# Gamochaeta thouarsii
Gamochaeta thouarsii là một loài thực vật có hoa trong họ Cúc. Loài này được (Spreng.) Anderb. mô tả khoa học đầu tiên năm 1991.